# 1134

## Události
- založen francouzský cisterciácký klášter Villers-Bettnach
- Albrecht Medvěd získal od římskoněmeckého císaře Lothara III. severní část Braniboří
- bitva u Fragy

## Narození
Česko
- ? – Oldřich, kníže olomoucký († 18. října po r. 1177)

Svět
- 1. června – Geoffroy VI. z Anjou, hrabě z Nantes († 27. července 1158)
- ? – Sancho III. Kastilský, král kastilský († 31. srpna 1158)
- ? – Raimond V. z Toulouse, hrabě z Toulouse († prosinec 1194)

## Úmrtí
- 10. února – Robert II., normandský vévoda, hrabě z Maine a účastník první křížové výpravy (* 1051/1054)
- 28. března – Štěpán Harding, anglický opat, zakladatel řádu cisterciáků a svatý (* kolem 1059)
- 4. června – Magnus Nilsson, dánský vévoda, vládce na jihu Švédska, dnes počítán mezi švédské krále (* cca 1106)
- 6. června – Norbert z Xantenu, německý kněz, zakladatel premonstrátského řádu a svatý (* kolem 1082)
- 25. června – Niels Dánský, král dánský (* asi 1065)
- 2. července – Menhard Pražský, pražský biskup (* ?)
- 17. července
  - Aimery II. z Narbonne, vikomt z Narbonne (* ?)
  - Centulle VI. z Béarn, vikomt z Béarn (* ?)
- 13. srpna – Irena Uherská, byzantská císařovna a pravoslavná světice (* 1088)
- 7. září – Alfons I., král Aragonie (* cca 1073)
- ? – Jan IX. Konstantinopolský, patriarcha (* ?)
- ? – Galbert z Brugg, vlámský duchovní a kronikář (* ?)
- ? – Štěpán Harding, opat Citeaux, katolický světec (* 1059)

## Hlavy států
- České knížectví – Soběslav I.
- Svatá říše římská – Lothar III.
- Papež – Inocenc II. (protipapež: Anaklet II.)
- Anglické království – Jindřich I. Anglický
- Francouzské království – Ludvík VI. Francouzský
- Polské knížectví – Boleslav III. Křivoústý
- Uherské království – Béla II. Uherský
- Kastilské království – Alfonso VII. Císař
- Byzantská říše – Jan II. Komnenos